# Naphtène
Dans le domaine de la carbochimie, « naphtène » (parfois dit « naphtol » (anglicisme)) est la dénomination générique donnée aux hydrocarbures saturés cycliques à cinq ou six atomes de carbone.
Ces cycloalcanes sont trouvés dans certains hydrocarbures et en particulier dans le pétrole naphténique. 

Dans ce dernier cas, l'« indice de naphtène » est le taux (exprimé en pourcentage du poids total) des atomes de carbone constitués en noyaux naphténiques dans un brut (crude oil).

Représentation schématique de la réaction de déshydrogénation du naphtène, dans le processus du reformage catalytique qui produit du benzène (cancérigène).

Avec le prix croissant et la raréfaction des pétroles bruts de qualité, la plupart des raffineries ont été poussées à acheter des pétroles moins « propres », plus riches en soufre et produisant plus de goudrons et d'acides naphténiques, qui sont en partie traités par déshydrogénation lors du reformage catalytique du pétrole dans les raffineries.

## Usages
On trouve sur le marché de l'huile de naphtène.

## Sources d'exposition des organismes vivants
- Pétrochimie
- Incendies de bâtiments
- Carbochimie
- Cyclane, cycloalcane (CnH2n)
- Thionaphtène